# Königsfeld, Mecklenburg-Vorpommern
Königsfeld är en kommun i Landkreis Nordwestmecklenburg i förbundslandet Mecklenburg-Vorpommern i Tyskland.
Kommunen bildades 13 juni 2004 genom en sammanslagning av de tidigare kommunerna Bülow, Demern och Groß Rünz.
Kommunen ingår i kommunalförbundet Amt Rehna tillsammans med kommunerna Carlow, Dechow, Groß Molzahn, Holdorf, Rehna, Rieps, Schlagsdorf, Thandorf, Utecht och Wedendorfersee.